# 竹島悟史
竹島 悟史（たけしま さとし、1976年1月22日 - ）は、NHK交響楽団打楽器奏者、マリンバ奏者、ピアニスト、作編曲家。神奈川県座間市出身。東京芸術大学音楽学部器楽科打楽器専攻卒業。

## 略歴
幼少より、作曲、ピアノ、エレクトーンを学ぶ。国内外問わず、数多くの自作自演公演に参加。1992年には、タデウシュ・ストルガワ指揮群馬交響楽団と、自作曲を共演。その自作曲がきっかけとなり、その頃勉強していた作曲、ピアノ、指揮法、クラリネットなどを一時中断、打楽器を自分の柱として歩み始める。
1995年、東京芸術大学音楽学部器楽科打楽器専攻入学。その翌年、第13回日本管打楽器コンクール打楽器部門にて第2位受賞。
2003年より、NHK交響楽団打楽器奏者となる。現在、クラシック音楽の打楽器奏者として様々な音楽シーンの第一線で活躍するほか、ピアニスト、作編曲家としても、精力的に活動中。ソリストとして、これまでにNHK交響楽団、東京フィルハーモニー交響楽団、群馬交響楽団、オーケストラ・アンサンブル金沢、大阪センチュリー交響楽団、セントラル愛知交響楽団と協演。2006年より、自身のリサイタルシリーズ「竹島悟史 Sound garden」を始動。

## 主な作品
- 『Cloud 9』（1998)
- 『Urban Breeze』（2000）
- 『ONE DAY』（2003）
- 『The word of “L”』（2003）
- 『彼方、星へ ～八月の哀歌～』（2003）
- 『A Letter』（2004）
- 『高嶺颪』（2005）
- 『The Great Dipper』（2006）
- 『Let's!!』（2006）
- 『Midnight Breeze』（2006）
- 『Route 0』（2006）
- 『Another sea』（2007）
- 『Blue sky』（2007）
- 『Dear Stars』（2008）
- 『Shake hands!!』（2008）
- 『crossing』（2008）
- 『"Another sea" for Orchestra and Solo Marimba』（2009）
- 『"SKY HIGH" for Wind Orchestra and Solo Marimba』（2009）
- 『Chance』、『Come on!!』（共に日大三高硬式野球部応援歌）（2009）[1][2][3]

ほか